# Mamers
Mamers – miejscowość i gmina we Francji, w regionie Kraj Loary, w departamencie Sarthe.
Według danych na rok 1990 gminę zamieszkiwało 6 071 osób, a gęstość zaludnienia wynosiła 1 202 osoby/km² (wśród 1504 gmin Kraju Loary, Mamers plasuje się na 59. miejscu pod względem liczby ludności, natomiast pod względem powierzchni na miejscu 1179.).